# Kietlice
Pour l’article homonyme, voir Kietlice (Basse-Silésie).
Kietlice est une localité polonaise de la gmina et du powiat de Głubczyce en voïvodie d'Opole.